# Pseudolysimachion spicatum
Veronica spicata là một loài thực vật có hoa trong họ Mã đề. Loài này được (L.) Opiz miêu tả khoa học đầu tiên năm 1852.

## Hình ảnh

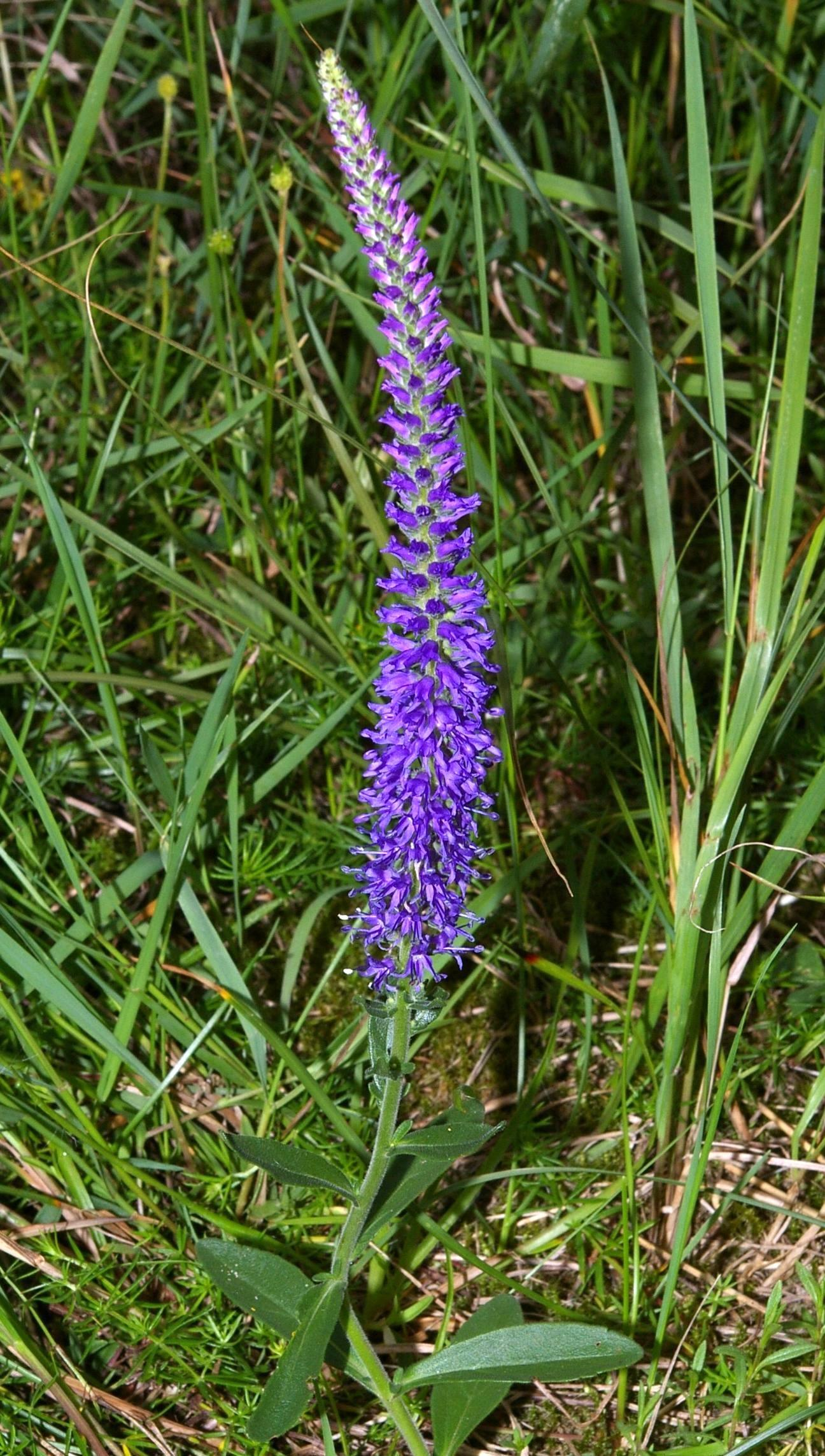
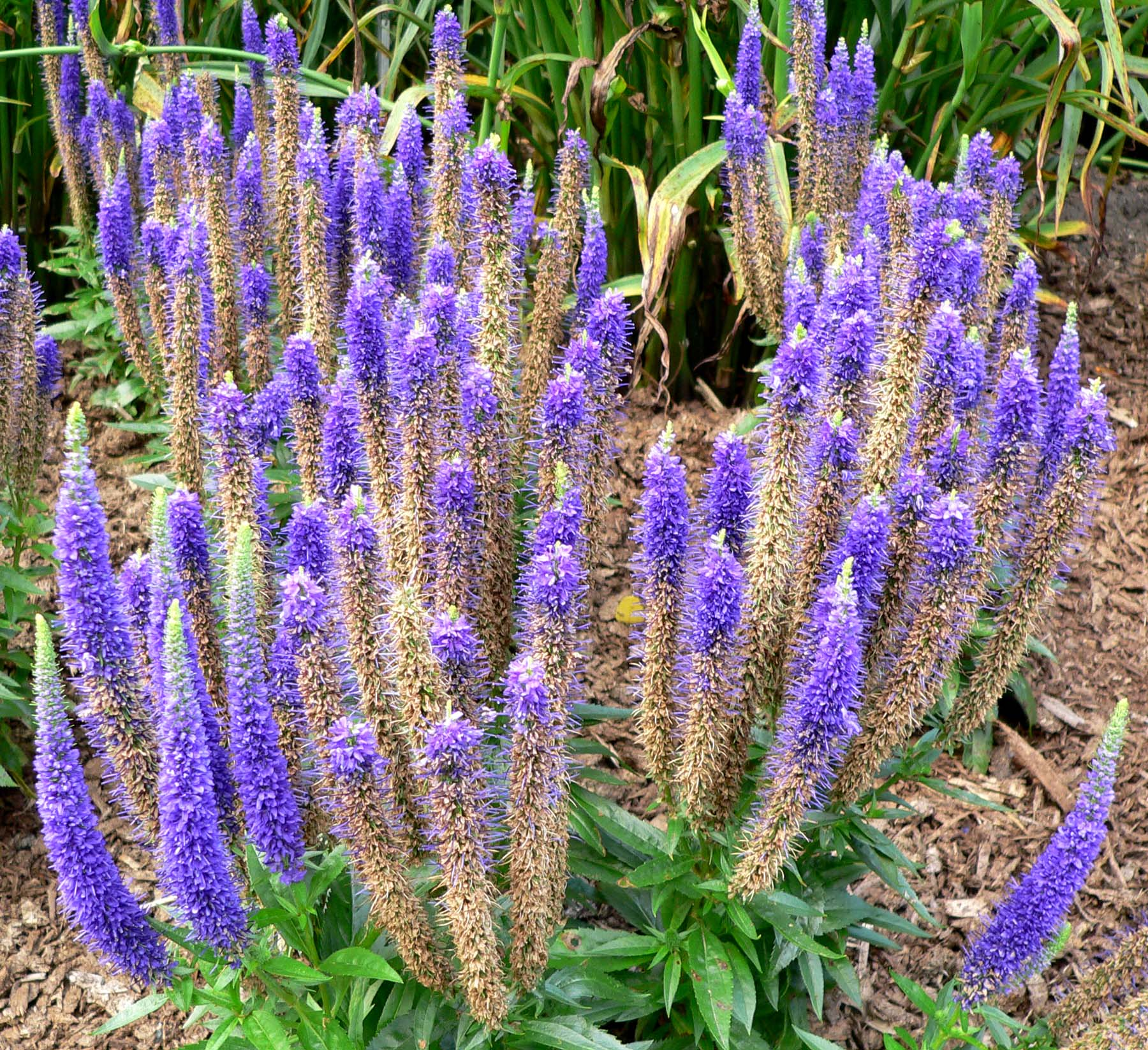
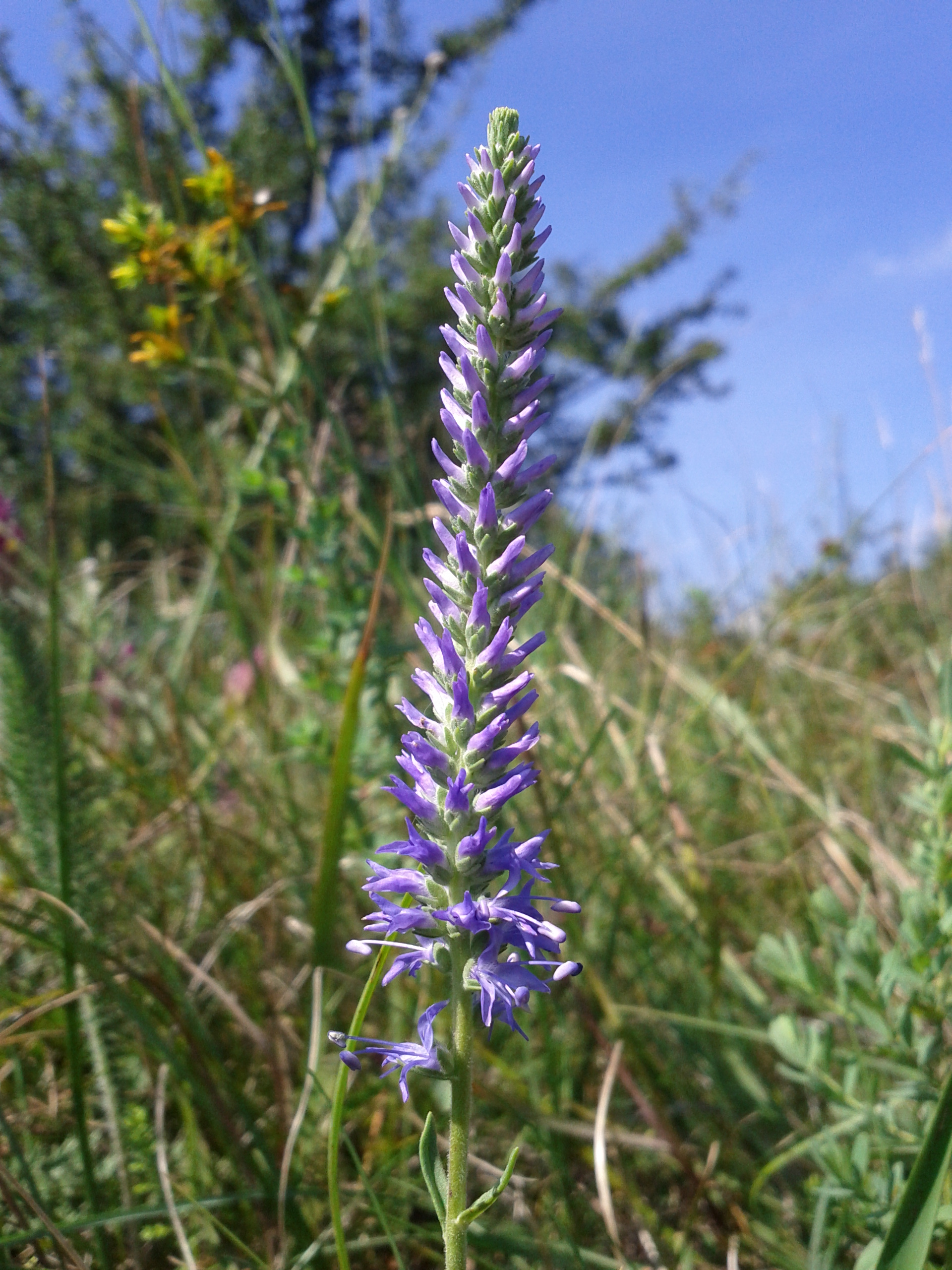
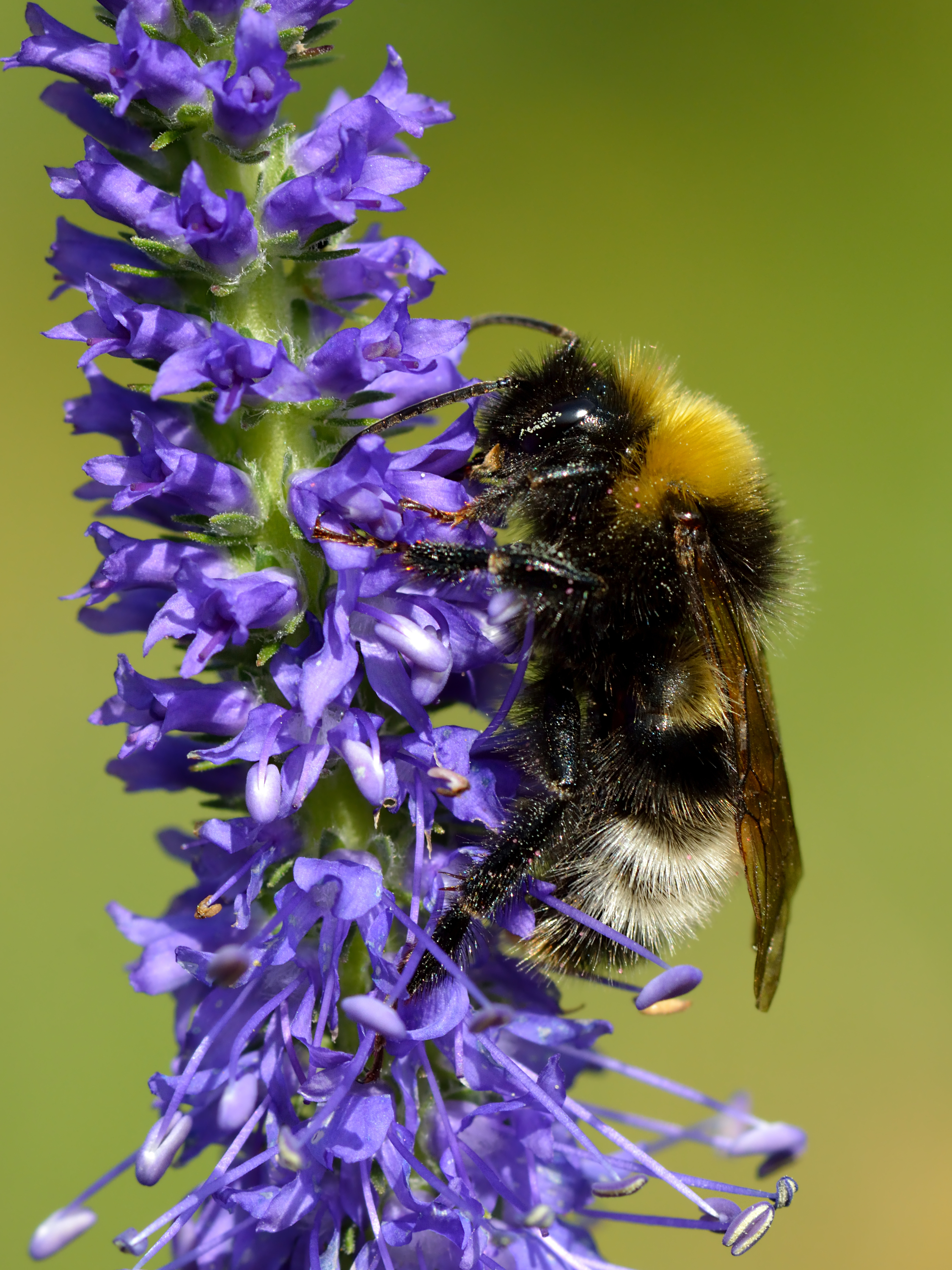